# رویالتی-فری
بدون بهرهٔ مالکانه یا رویالتی-فری (به انگلیسی: Royalty-free یا RF) به آن دسته از مطالب دارای حق نشر یا مالکیت فکری گفته می‌شود که می‌توان بدون پرداخت بهرهٔ مالکانه یا هزینهٔ پروانه، از آن‌ها استفاده کرد.

## در استانداردهای رایانه
بسیاری از استانداردهای صنعت رایانه، به‌ویژه آن‌هایی که توسط کنسرسیوم‌های صنعتی یا شرکت‌ها گسترش می‌یابند و ثبت می‌شوند، برای استفاده از این استانداردها خواهان بهرهٔ مالکانه هستند. این بهره‌ها معمولاً به ازای هر دستگاه فروش دریافت می‌شوند که در این روش تولیدکنندهٔ وسایل طراحی‌شده برای کاربران نهایی باید برای هر دستگاهی که به فروش می‌رساند یک مبلغ ثابت را پرداخت کند. با فروش میلیون دستگاه از یک وسیله در یک سال، میزان بهرهٔ مالکانه ممکن است تا چندین میلیون دلار برسد که فشار زیادی به تولیدکننده وارد می‌کند.
به عنوان نمونه‌هایی از این استانداردهای مبتنی بر بهرهٔ مالکانه می‌توان به آی‌تریپل‌ئی ۱۳۹۴ (فایروایر)، اچ‌دی‌ام‌آی و اچ.۲۶۴/امپگ-۴ ای‌وی‌سی اشاره کرد. در مقابل برخی استانداردها مانند دیسپلی‌پورت، آرایه نمایش تصویر، وی‌پی۸ و ماتروسکا، رویالتی-فری هستند.
استانداردهای بدون بهرهٔ مالکانه هیچگونه هزینه‌ای به ازای هر جلد یا هر دستگاه در نظر نمی‌گیرند یا سازندگان را برای استفاده از آن استاندارد ملزم به پرداخت هزینه‌های سالانه نمی‌کنند، هرچند غالباً متن اصلی استاندارد توسط قانون حق نشر محافظت شده‌است و برای به دست آوردن متن آن باید آن را خریداری کرد.
بیشتر استانداردهای باز و بسیاری از استانداردهای مالکیتی رویالتی-فری هستند.

## عکاسی و تصویرسازی
در صنعت عکاسی و تصویرسازی، رویالتی-فری به آن دسته از پروانه‌های حق تکثیر گفته می‌شود که استفاده‌کننده در آن‌ها حق دارد بدون وجود محدودیت‌های زیاد و تنها با یک بار پرداخت به پروانه‌دهنده در پیش از استفاده، از عکس استفاده کند؛ بنابراین کاربر خواهد توانست از تصویر در چندین پروژه، بدون نیاز به خریدن پروانه‌های بیشتر، استفاده کند. پروانه‌های رویالتی-فری را می‌توان به صورت انحصاری اعطا کرد. در عکاسی آرشیوی، رویالتی-فری یکی از مجوزهای رایج است که گاهی در مقابل حقوق مدیریت‌شده (به انگلیسی: Rights Managed یا RM) مطرح می‌شود و معمولاً به صورت مدل‌های کسب و کار حق اشتراک یا میکرواستاک پیاده‌سازی می‌شود.